# Culicoides dispersus
Culicoides dispersus is een muggensoort uit de familie van de knutten (Ceratopogonidae). De wetenschappelijke naam van de soort is voor het eerst geldig gepubliceerd in 1966 door Gutsevich & Smatov.